# The Haunted Man
Albums de Bat for Lashes
Two Suns
(2009) The Bride (en)
(2016)
Singles
1. Laura
Sortie : 24 juillet 2012
2. All Your Gold
Sortie : 19 septembre 2012
3. A Wall
Sortie : 15 février 2013
4. Lilies
Sortie : 15 avril 2013

The Haunted Man est le troisième album studio de l'auteure-compositrice-interprète anglaise Bat for Lashes. Il est sorti le 11 octobre 2012. L'album est jugé plus sobre et plus intime que les précédents.

## Enregistrement
L'enregistrement de l'album a lieu à Brighton et dans le comté de Los Angeles, mais l'élaboration de l'album est compliquée,. Certains critiques l'expliquent par des pannes d'inspiration après la tournée de l'album Two Suns durant lesquelles Bat for Lashes envisage d'arrêter la musique pour revenir à son métier initial, institutrice ; d'autres signalent une rupture sentimentale. Elle collabore finalement avec Beck (déjà croisé pour la chanson Let's Get Lost de la bande annonce du film Twilight, chapitre III : Hésitation) et les musiciens Adrian Utley et Rob Ellis,,. L'album sort le 11 octobre 2012.

## Réception

### Accueil critique
Les critiques musicaux jugent cet album moins sophistiqué que les précédents,,,,. Pour certains d'entre eux, le style se rapproche de la musique pop tout en gardant la singularité de Bat for Lashes,, ; pour d'autres, la chanteuse perd sa part de mystère et « une partie de sa singularité dans la consensualité »,,. Le mélange entre crudité et intimité rappelle le style de Kate Bush,,,,,. La voix tient un rôle plus central sur cet album, entourée des effets électroniques typiques de Bat for Lashes,. Selon le magazine Télérama, Natasha Khan « y chante mieux que jamais ».

### Genre musical
De nombreux genres musicaux sont évoqués par les critiques, pour qualifier l'album dans son ensemble : pop,,,,,, indie pop, rock,, art rock, musique électronique,, synthpop, rock indépendant, etc.

## Liste des pistes
| 1.    | Lilies            | 4:45 |
| 2.    | All Your Gold     | 4:31 |
| 3.    | Horses of the Sun | 4:59 |
| 4.    | Oh Yeah           | 4:54 |
| 5.    | Laura             | 4:25 |
| 6.    | Winter Fields     | 3:41 |
| 7.    | The Haunted Man   | 5:16 |
| 8.    | Marilyn           | 4:35 |
| 9.    | A Wall            | 4:00 |
| 10.   | Rest Your Head    | 4:03 |
| 11.   | Deep Sea Diver    | 6:19 |
| 51:28 |                   |      |